# Мар'ян Детоні
Мар'ян Детоні (хорв. Marijan Detoni; 18 квітня 1905, Крижевці, Королівство Далмація, Австро-Угорщина — 11 травня 1981, Загреб, СФРЮ) — хорватський та югославський живописець і графік, педагог, професор.

## Біографія

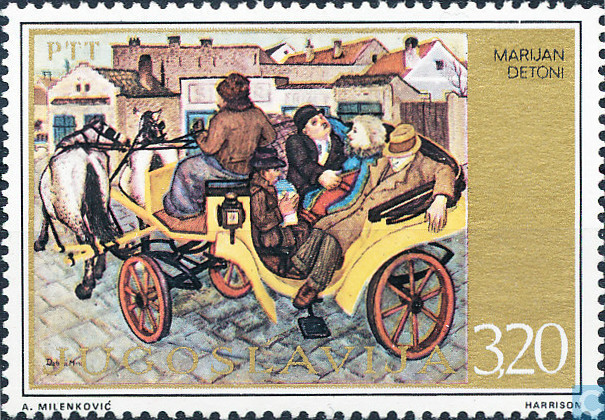
Картина М. Детоні «П'яниці» на марці Югославії. 1975 р.

Навчався в Академії красних мистецтв в Загребі під керівництвом Ферде Ковачевича, Максиміліана Ванька, Любо Бабича, Томіслава Крізмана (графіка) і Владимира Бекича.
Брав участь у виставках, починаючи з 1928 року. Був членом арт-групи «Zemlja». У 1933—1934 роках стажувався в Парижі. Пізніше декілька разів відвідував Францію.
Під час Другої світової війни партизанив. Після закінчення війни, згідно з рішенням Міністерства освіти, був призначений комісаром Академії красних мистецтв, і до моменту виборів ректора саме М. Детоні виконував функції керівника вузу.
З 1945 по 1975 рік — професор, з 1956 року — завідувач кафедри графіки Академії красних мистецтв у Загребі.

## Творчість
Творчість М. Детоні займає одне із провідних місць у хорватській графіці. Він є автором авангардистських портретів, картин в жанрі ню, безпредметних композицій, пейзажів, у тому числі, й міських.
Під час перебування в Парижі Детоні створив цикл ліногравюр «Люди Сени». Картини, що зображують життя провінції, наповнені почуттям гумору і гротеску.
На першому етапі його творчості переважають тенденції експресіонізму. Картина Детоні «Фантазія застарілої стіни» є передвісником абстрактного живопису Хорватії.
Після Другої світової війни в роботах художника переважали тенденції соціалістичного реалізму.
На даний час картини Мар'яна Детоні представлені в Сучасній галереї (Загреб).